# Ben Berns
Ben Berns (* 15. Mai 1936 in Ginneken, Nordbrabant, Niederlande; † 7. Februar 2007 in Fairfax, Virginia, USA) war ein niederländischer Maler, Grafiker und Bildhauer.

## Leben
Ben Berns verließ die Schule mit fünfzehn Jahren um in einer Druckerei zu arbeiten. Er nahm ab 1949 Unterricht bei dem Maler Jan Stroosma (1928–1983) in Enschede. Von 1952 bis 1953 machte er eine Ausbildung zum Lithographen an der Grafischen Schule in Amsterdam. Anschließend ging er nach Paris um in Stanley William Hayters Atelier 17 zu arbeiten. In den 1960er Jahren lehrte er Lithografie am Pratt Institute in New York. Mitte der 1960er Jahre ging er nach North Carolina, um an der University of North Carolina at Greensboro als Lehrer tätig zu werden.
Im Jahr 1971 bekam er ein Guggenheim-Stipendium. Bis Anfang der 1970er Jahre war er als Meisterdrucker für die Universal Limited Art Edition (ULAE) in West Islip, New York tätig. Zusammen mit den Künstlern Helen Frankenthaler (Persian Garden, 1965–66), Jasper Johns (Recent Still, 1965–66; Two Maps II, 1966) und Robert Motherwell (West Islip, 1970; Samurai 1971; The Black Douglas Stone, 1971) druckte er dort Lithografieauflagen.
Im Jahr 1968 war er mit vier hohen quaderförmigen Objekten („Neon-Kuben“) aus Holz, Plastik, Fiberglas und Aluminium, aber jede mit Neonröhren bestückt, Teilnehmer der von Arnold Bode kuratierten 4. documenta in Kassel in der Abteilung Ambiente. Neben seinen minimalistischen Skulpturen ist er in den 1980er Jahren bekannt geworden für seine ruhigen, detaillierten Zeichnungen und Gemälde, auf denen er hyperrealistische Landschaften darstellte.
Arbeiten von Berns sind in den ständigen Sammlungen wichtiger Museen vertreten, unter anderem im British Museum in London, Brooklyn College, der Corcoran Gallery of Art, Library of Congress, North Carolina Museum of Art, Smithsonian Institute, Wadsworth Atheneum, dem Walker Art Center oder der Weatherspoon Kunstgalerie. Ausstellungen des Künstlers waren in New York, Dänemark, Deutschland und den Niederlanden zu sehen.
Berns starb 70-jährig an Lungenkrebs, er war mit Debra Berns verheiratet und hatte einen Sohn.